# Sungai Jernih (Ulu Rawas)
Sungai Jernih is een bestuurslaag in het regentschap Musi Rawas van de provincie Zuid-Sumatra, Indonesië. Sungai Jernih telt 1209 inwoners (volkstelling 2010).